# サンフランシスコ・ウォーメモリアル舞台芸術センター
サンフランシスコ・ウォーメモリアル舞台芸術センター（サンフランシスコ・ウォーメモリアルぶたいげいじゅつセンター、San Francisco War Memorial and Performing Arts Center (SFWMPAC)）は、アメリカ合衆国カリフォルニア州サンフランシスコにある複数の建物からなる舞台芸術センターである。サンフランシスコ中心部のシビックセンター地区にあり、面積は3ヘクタール、総座席数は7500席である。

## 構成する建築物
SFWMPACは、サンフランシスコ市庁舎の西側のヴァン・ネス通り沿いに開発された複合施設であり、以下の建築物からなる。

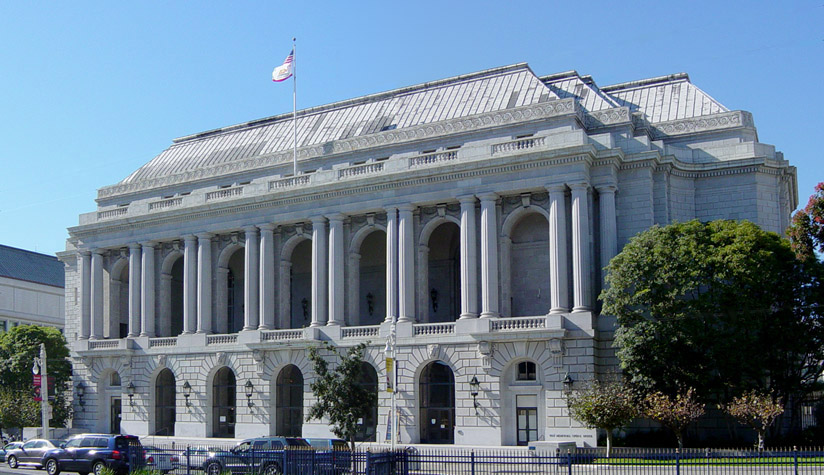
ウォーメモリアル・オペラハウス

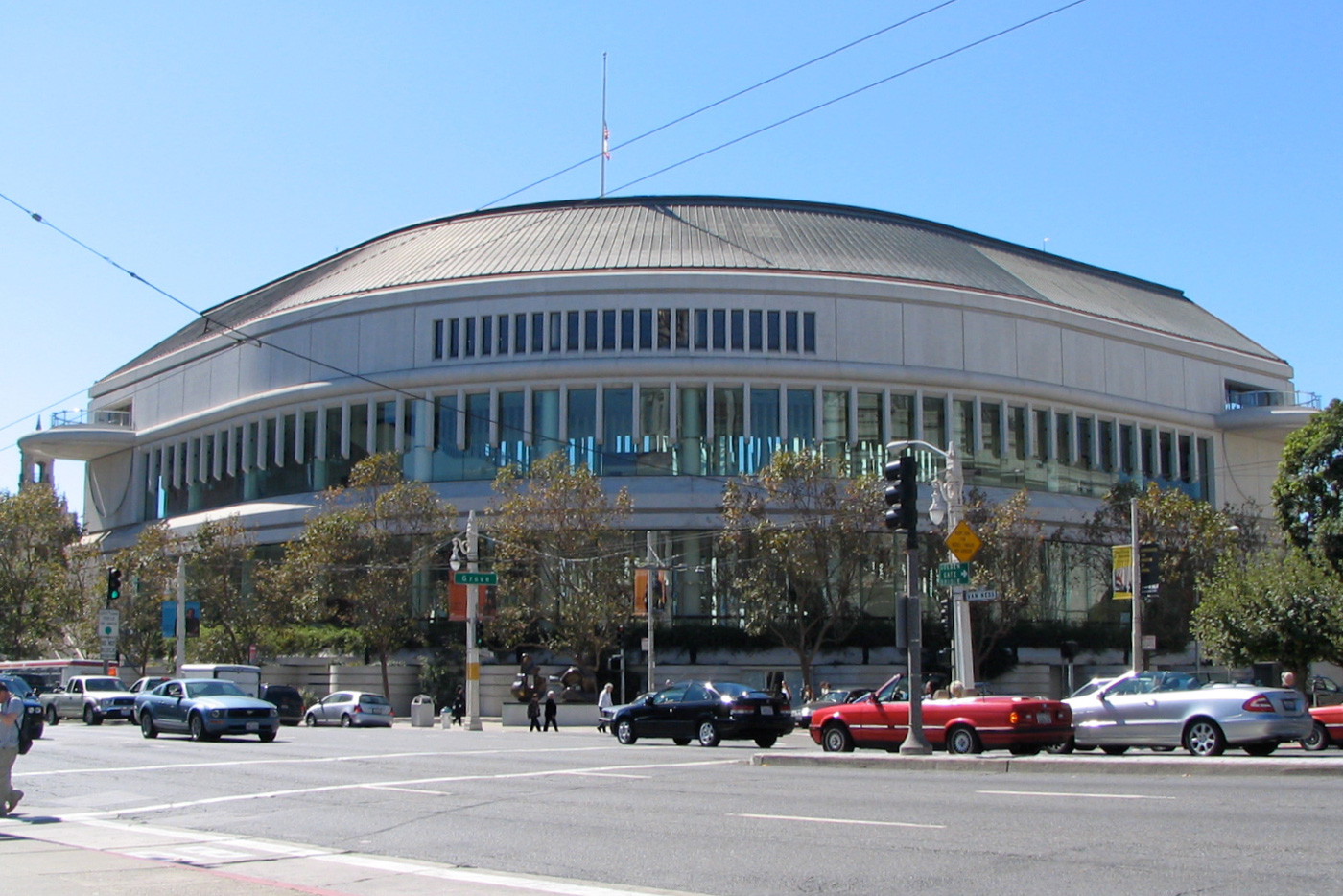
デービス・シンフォニーホール

### ウォーメモリアル・オペラハウス
ウォーメモリアル・オペラハウス(War Memorial Opera House)は、1932年に竣工した、3,146席を有する歌劇場である。開場当初より、サンフランシスコ・オペラとサンフランシスコ・バレエの拠点となっている。

### 退役軍人ビル
退役軍人ビル(Veterans Building)は多目的ビルであり、中には以下の施設がある。
- ハーブスト劇場（英語版） - 916席の小さな劇場で、小規模なコンサートや講演などが行われる。当初は「退役軍人講堂」(Veterans Auditorium)と呼ばれていた。1977年に改装され、現在の名称になった。
- グリーンルーム - このビルの2階にある。当初は第一次世界大戦の退役軍人のためのラウンジとして利用されていたが、現在は舞台芸術やレセプションのために利用されている。
- サンフランシスコ・アートコミッション（英語版）ギャラリー - このビルの北東の角に位置する。現代芸術の企画展が行われる。

このほか、このビルの上階は、1935年から1994年までサンフランシスコ近代美術館（1975年まではサンフランシスコ美術館）として使用されていた。

### デービス・シンフォニーホール
デービス・シンフォニーホール(Louise M. Davies Symphony Hall)は、1980年に竣工した、2,743席を有するシンフォニーホールである。開場以来、サンフランシスコ交響楽団の拠点となっている。

### ゼラバック・リハーサルホール
ゼラバック・リハーサルホール(Harold L. Zellerbach Rehearsal Hall)は、デービス・シンフォニーホールに隣接したリハーサルホールである。3つのリハーサル施設があり、リハーサルや映画撮影などに利用されている。

## 歴史
ウォーメモリアル（戦争記念）という名称は、第一次世界大戦の全ての従軍者を記念するものである。1927年から1928年にかけて、アーサー・ブラウン・ジュニアの設計によるオペラハウスと退役軍人ビルが建てられ、1932年に竣工した。これらは、アメリカで最後に建てられたボザール様式の建築物の一つである。1980年、SFWMPACの一部として、オペラハウスの隣にデービス・シンフォニーホールが開場した。

### 国際会議
1945年4月25日からオペラハウスでサンフランシスコ会議が開かれ、会議最終日の6月26日、退役軍人講堂（現 ハーブスト劇場）で国際連合憲章の調印が行われた。
1951年9月、オペラハウスで日本との第二次世界大戦の講和会議が開かれ、日本国との平和条約（サンフランシスコ講和条約）がオペラハウスと退役軍人講堂で調印された。
1990年より、ゴールドマン環境賞の表彰式がオペラハウスで行われている。